# A praia dos afogados
A praia dos afogados é um filme galego de drama e suspense realizado por Gerardo Herrero, e adaptado da obra homónima de Domingo Villar. Estreou-se nos cinemas de Espanha a 10 de outubro de 2015. Está protagonizado por Carmelo Gómez, que interpreta o detective Leo Caldas, Pedro Alonso no papel de Valverde e Luis Zahera como Arias. A rodagem foi feita em Nigrán e Vigo, principalmente na praia da Madorra, Panxón e o centro urbano da cidade olívica.

## Argumento

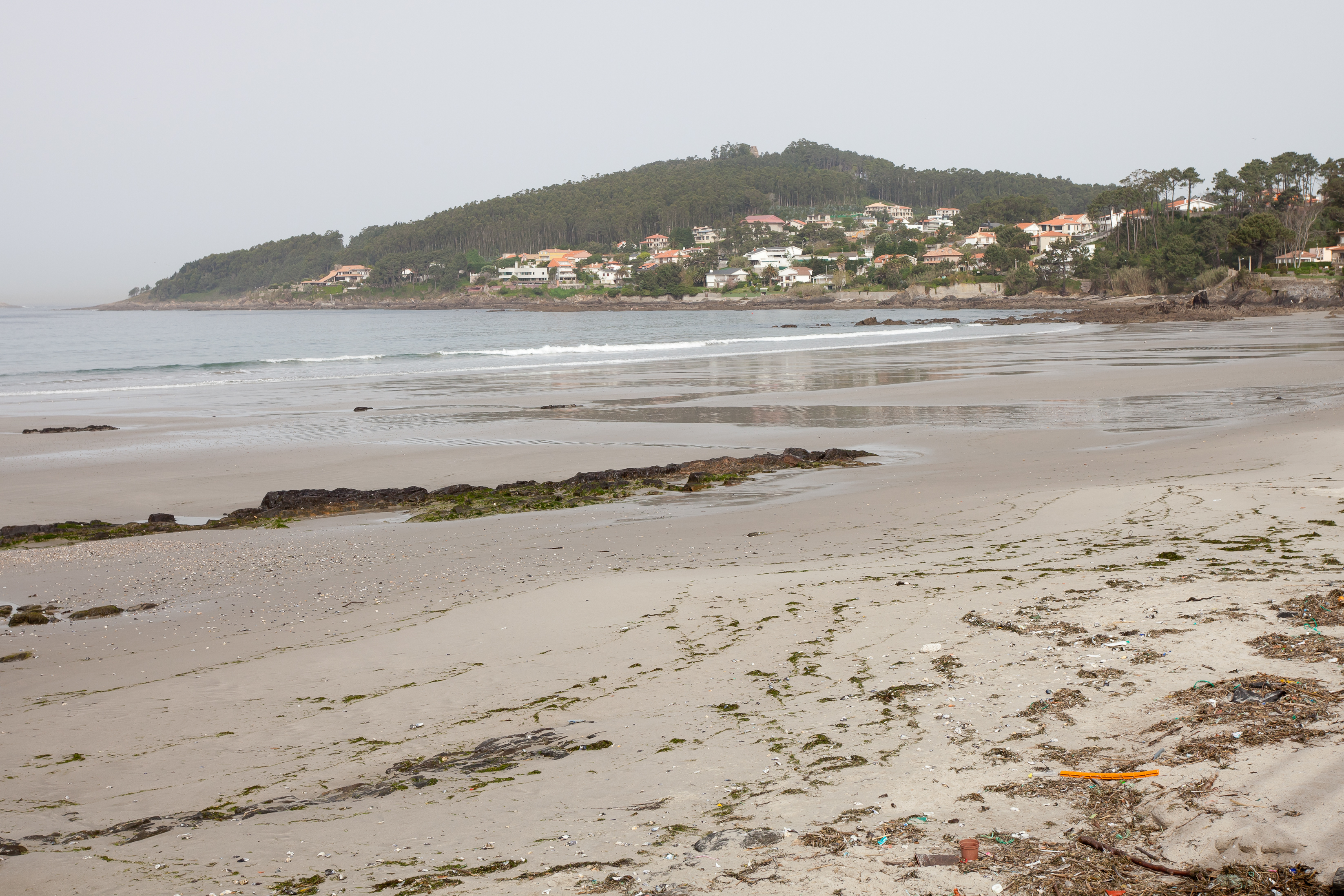
Praia da Madorra, um dos cenários do filme.

Numa manhã, o cadáver de um marinheiro é arrastado pela maré até a costa. Se não tivesse as mãos atadas às costas, Xusto Castelo seria outro dos filhos do mar que encontrou a morte entre as águas enquanto pescava. Sem testemunhas e pistas da embarcação do finado, o lacónico inspector Leo Caldas mergulha-se no ambiente marinheiro da vila, tentando solucionar o crime.

## Elenco
- Carmelo Gómez como Leo Caldas
- Luis Zahera como José Arias
- Pedro Alonso como Marcos Valverde
- Tamar Novas como Diego Neira (Carpinteiro)
- Darío Loureiro como Diego Neira (Xove)
- Marta Larralde como Alicia Castelo
- Celia Freijeiro como Ana (Esposa de Valverde)
- María Vázquez como Irene Vázquez
- Antonio Garrido como Rafael Estévez
- Lucía Regueiro como Rebeca Neira
- Carlos Blanco Vila como Hermida
- Fernando Morán como Manuel Trabazo
- Rosa Álvarez como  Lola (Esposa de Trabazo)
- Celso Bugallo como Padre Caldas
- Déborah Vukusic como Clara García
- Luis Iglesia como Guzmán Barrio (Forense)
- Fran Peleteiro como Ferro
- Vicente Montoto como Alberto (Tio de Caldas)
- María Vázquez como Irene Vázquez (Farmacêutica)
- Ernesto Chao como Somoza
- Celso Parada como Proprietário Eligio
- Pepo Suevos como Subinspector Lanja
- Belén Constenla como Vizinha de Arias
- Rei Chao como Antonio Sousa
- Manolo Romón como Médico do hospital